# 蘇晋
蘇 晋（そ しん、676年 - 734年）は、唐代の官僚。本貫は雍州藍田県。

## 経歴
蘇珦の子として生まれた。数歳で文章を作ることができ、「八卦論」を作った。吏部侍郎の房穎叙や秘書少監の王紹宗はかれに会って王粲の後進と称えた。蘇晋は弱冠にして進士に及第し、さらに大礼挙に応じ、いずれも上位の成績を収めた。皇太子の李隆基が監国となると、その制や命があるごとに、蘇晋と賈曾がその文章を作った。先天年間、蘇晋は中書舎人に累進し、崇文館学士を兼ねた。蘇晋はたびたび道理に合う進言をおこなって、玄宗（李隆基）に聞き入れられた。まもなく泗州刺史として出向した。老齢の父のために辞職を願い出て、許可された。開元3年（715年）に父が死去し、翌々年にその喪が明けると、蘇晋は戸部侍郎を経て、河内郡公の爵位を嗣いだ。
開元14年（726年）、吏部侍郎に転じた。開府の宋璟が尚書事を兼ねると、蘇晋は斉澣とともに長安と洛陽で知選事をつとめた。まもなく侍中の裴光庭が知尚書事となると、蘇晋は裴光庭の求める人事の意向に沿わなかったため、憎まれて汝州刺史として出された。三度異動して魏州刺史となり、銀青光禄大夫の位を加えられた。のちに入朝して太子左庶子となった。開元22年（734年）、死去した。享年は59。
かつて蘇晋は洛陽の張循之・張仲之の兄弟と仲が良かった。しかし張循之は武則天のとき彼女の意に逆らう上書をおこなって処刑され、張仲之は神龍年間に武三思を殺そうと計画して、友人の宋之愻に告発され獄死した。蘇晋は張仲之の子の張漸を自分の子のように養育し、教育を与え、結婚させた。蘇晋が死去すると、張漸は蘇晋の養子として喪に服したので、当時の人はこれを称えた。

## 伝記資料
- 『旧唐書』巻100 列伝第50
- 『新唐書』巻128 列伝第53